# دایان هاشمی
دایان هاشمی (فارسی: دایان هاشمی؛ زادهٔ ۲۱ نوامبر ۲۰۰۰) بازیکن فوتبال اهل دانمارک است.
از باشگاه‌هایی که در آن بازی کرده‌است می‌توان به باشگاه فوتبال لینشوپینگ اشاره کرد.
وی همچنین در تیم‌های ملی فوتبال Denmark women's national under-17 football team و Denmark women's national under-19 football team بازی کرده‌است.